# Bolitoglossa dunni
Bolitoglossa dunni es una especie de salamandras en la familia Plethodontidae.
Habita en el oeste de Honduras y la zona adyacente de Guatemala.
Su hábitat natural son los montanos húmedos tropicales o subtropicales.
Está amenazada de extinción debido a la destrucción de su hábitat.